# Marmosops neblina
Marmosops neblina e вид опосум от семейство Didelphidae.
Видът е представен от няколко откъснати една от други популации в Бразилия, Еквадор, Венецуела и вероятно в Перу на надморска височина от 1400 до 2100 m. Наземен вид.